# Joseph Bruno Slowinski
Joseph Bruno Slowinski (* 15. November 1962 in New York City; † 12. September 2001 in Rat Baw, Kachin, Myanmar) war ein US-amerikanischer Herpetologe. Er spezialisierte sich auf die Anatomie der Schlangen und die Systematik der Giftnattern (Elapidae).

## Ausbildung und Forschungstätigkeit
Slowinski wurde in New York City geboren, verzog jedoch bald mit seinen Eltern nach Kansas. Dort interessierte er sich bereits im Alter von vier Jahren für Schlangen, und diese Tiere prägten sein gesamtes Leben. Als Schuljunge hielt er eine Abgottschlange (Boa constrictor), die aus ihrem Terrarium entkam und sich über Monate in den Abwasser- und Heizungsrohren seines Wohnhauses aufhielt. Er erwarb seinen Bachelor-Abschluss im Fach Biologie an der University of Kansas und seinen Doktortitel (Ph. D.) an der University of Miami unter Leitung des Herpetologen Jay Mathers Savage. Slowinski spezialisierte sich auf die Erforschung von Giftschlangen. Postdoktorale Forschungsarbeiten wurden am National Museum of Natural History (1991–92), dem Museum of Natural Science der Louisiana State University (1992–94), der Louisiana State University (1994–96) sowie der Southeastern Louisiana University (1996–97) durchgeführt. Später arbeitete er als Kurator an der California Academy of Sciences in San Francisco.
Für seine wissenschaftlichen Forschungen unternahm Slowinski Reisen in viele Länder der Erde. Seine Vorliebe galt jedoch Myanmar. Er initiierte auch eine groß angelegte Forschungskooperation zwischen den USA und Myanmar und förderte das Training einheimischer Herpetologen. Im Rahmen seiner Forschungstätigkeiten wurde Slowinski einige Male von Giftschlangen gebissen, konnte jedoch wegen der schnellen Verfügbarkeit von Gegengiften gerettet werden.

## Tod

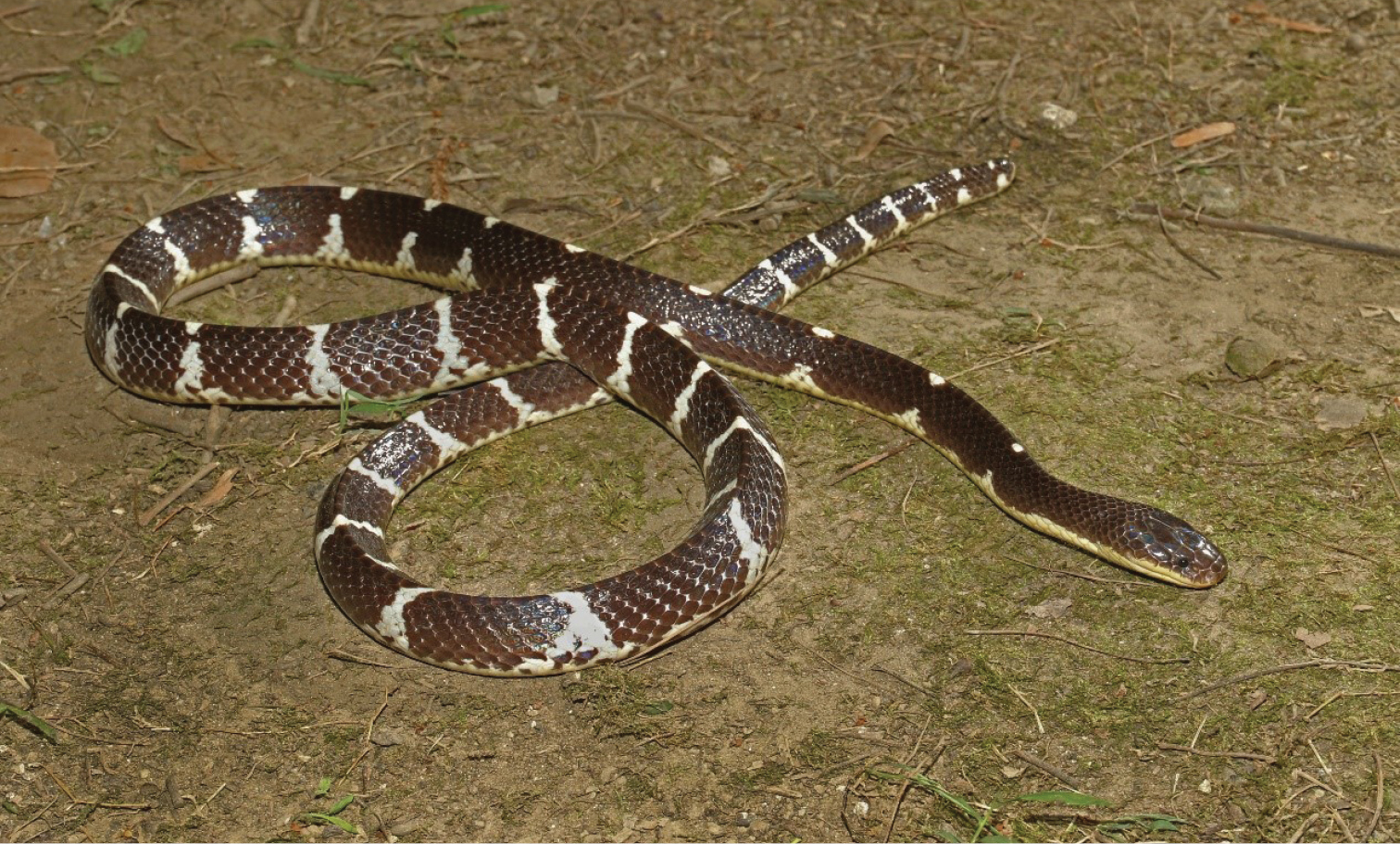
Bungarus suzhenae; nach einem Biss dieser Kraitart starb Slowinski

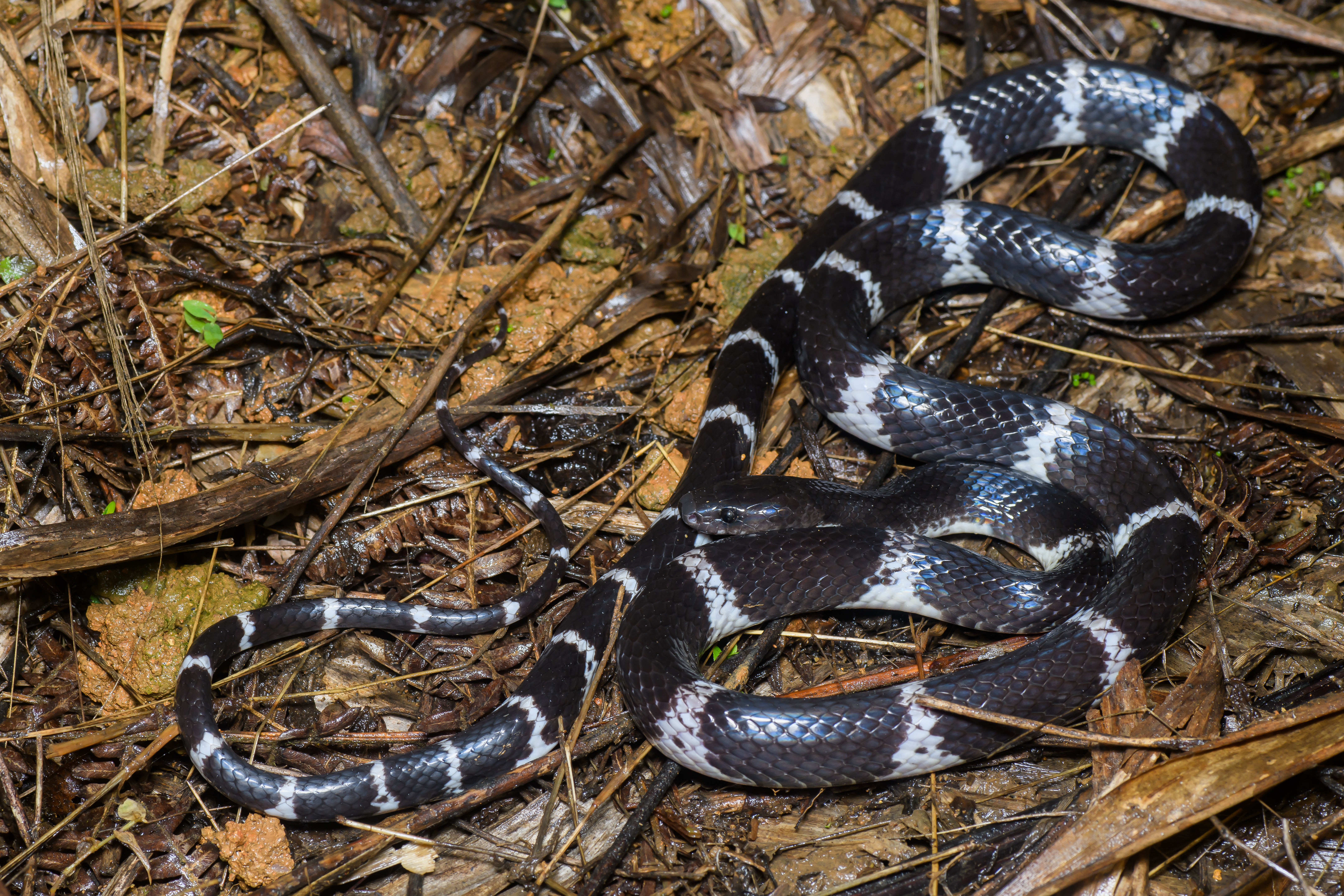
Lycodon septentrionalis, die ungiftige, verwechselte Wolfszahnnatter

Am Morgen des 11. September 2001 wurde Slowinski an einer abgelegenen Stelle im Regenwald von Myanmar von einer Bungarus suzhenae, einer hochgiftigen, zu den Kraits zählenden Schlange gebissen, die er aufgrund einer Verwechselung für eine ungiftige Lycodon septentrionalis aus der Gattung der Wolfszahnnattern (Lycodon) gehalten hatte. Diese Schlangen täuschen im Sinne einer Mimikry oftmals durch ein Krait-ähnliches Aussehen eine (nicht vorhandene) Giftigkeit vor, um Fressfeinde abzuschrecken. Im Forschungscamp gab es weder eine Beatmungseinrichtung noch Antivenine. Teilnehmer des Forschungsteams machten sich sofort zu Fuß auf den Weg, um Hilfe von einer circa zwölf Kilometer entfernten Militärbasis zu erhalten. Um die Mittagszeit verschlechterte sich der Zustand Slowinskis; er war nahezu bewegungsunfähig und nicht mehr in der Lage, alleine zu atmen. Mitarbeiter des Forschungsteams begannen daraufhin mit einer Mund-zu-Mund-Beatmung. Infolge der Terroranschläge im World Trade Center und im Pentagon am selben Tag herrschte bei den für Hilfemaßnahmen infrage kommenden US-Stellen eine gewisse Konfusion; auch die US-Botschaft konnte keine Hilfe bereitstellen. Da sich die Wetterlage außerdem zusehends verschlechterte, konnte auch kein dringend benötigter Rettungshubschrauber starten, um den Schwerstkranken in ein Hospital auszufliegen. Wegen dieser Verkettung unglücklicher Umstände war das Leben Slowinskis nicht zu retten. Als Zeitpunkt des Todes wurde 12:25 Uhr des 12. September 2001 angegeben, 29 Stunden nach dem Schlangenbiss. Eine Hubschrauberbergung des Verstorbenen fand erst am Nachmittag des nächsten Tages statt.

## Nach Slowinski benannte Taxa

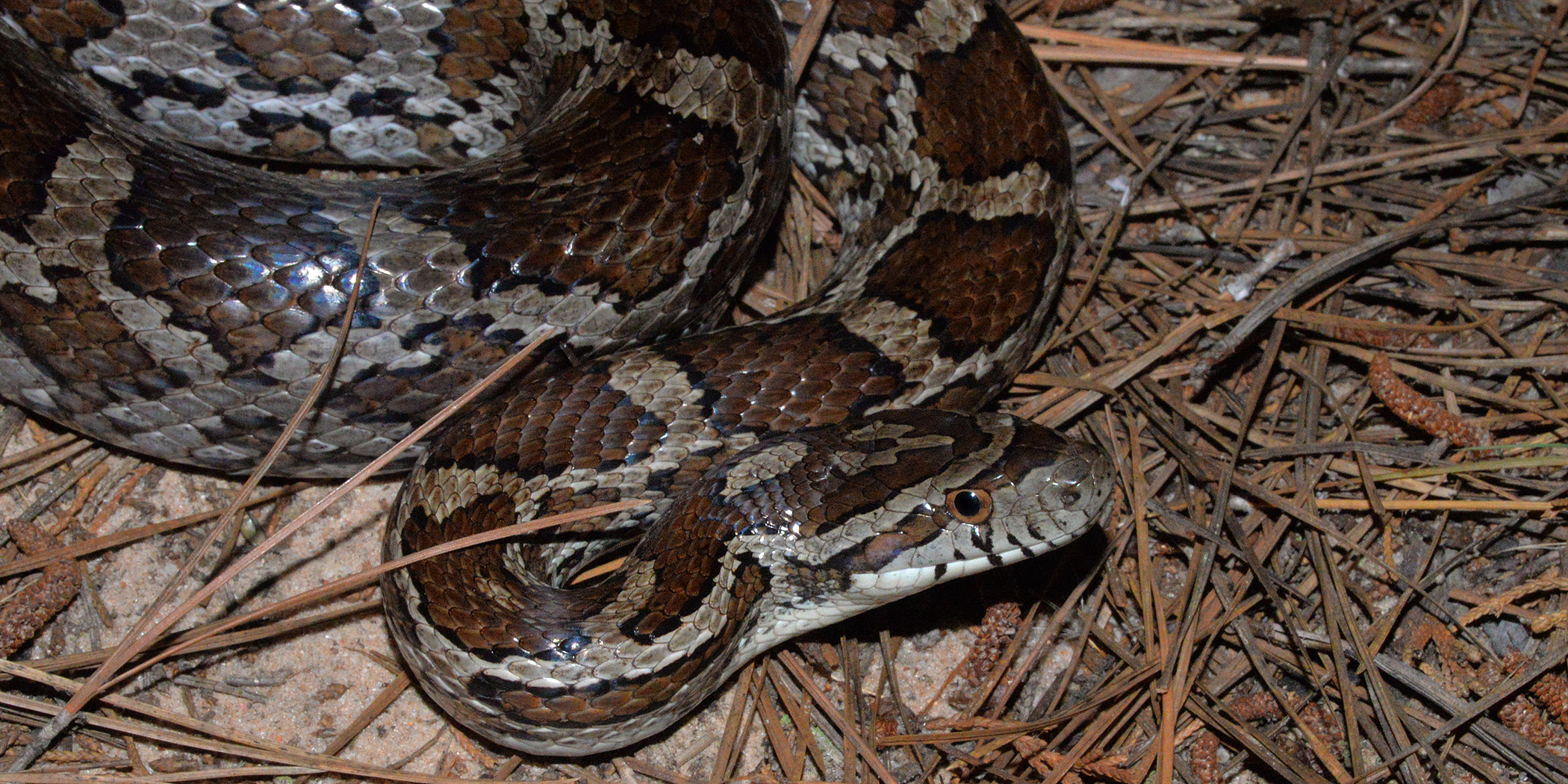
Nach Slowinski benannte
Amerikanische Kletternatter (Pantherophis slowinskii)

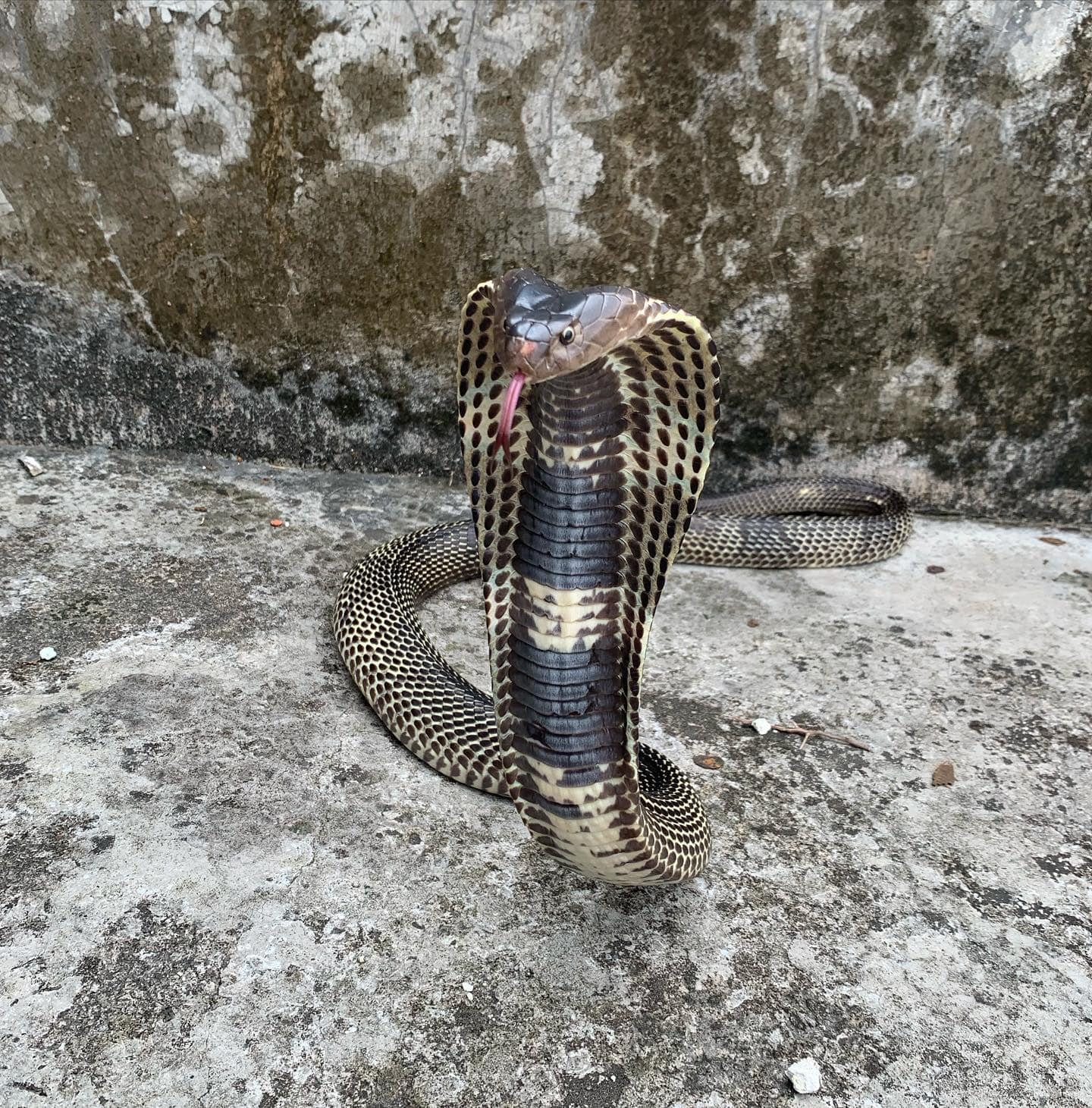
Naja mandalayensis, von Slowinski erstbeschrieben

Zu Ehren von Slowinski wurden folgende Arten benannt:
- Pantherophis slowinskii, eine Amerikanische Kletternatter
- Bungarus slowinskii, eine aus Vietnam bekannte Kraitart
- Cyrtodactylus slowinskii, ein in Myanmar heimischer Bogenfingergecko
- Diploderma slowinskii, eine in Yunnan vorkommende Agame
- Cylindrophis slowinskii, eine Walzenschlange aus Myanmar

## Publikationen und Erstbeschreibungen
Slowinski war der Gründer und Chefredakteur des ersten Online-Herpetological Journals Contemporary Herpetology. Er veröffentlichte über 40 Publikationen in Fachzeitschriften und schrieb 1998 ein Buch mit dem Titel Introduction to Genetics. Gemeinsam mit Wolfgang Wüster verfasste er die Erstbeschreibung der zu den Speikobras zählenden Naja mandalayensis, die in Myanmar endemisch vorkommt. An der Erstbeschreibung der Schlangengattung Sinomicrurus war er beteiligt.